# 施今墨
施今墨（1881年3月28日—1969年8月22日），原名毓黔，字獎生，男，奉天承德縣人，祖籍浙江省萧山坎山镇施家台门，生于贵州省。中华民国及中华人民共和国中医学家。
祖父施之博是同治乙丑進士，授編修，外授雲南曲靖府知府，外祖父李秉衡為山東巡撫，父施譽鴻在山西做過偏關縣、河曲縣知縣
施今墨一生致力于中医治病救人、中医改革和中医教学，认为应该用现代科学技术研究中医，提倡中西医结合。同当时的政要名人，如孙中山、黄兴、杨虎城、周恩来等人有很好的个人关系。

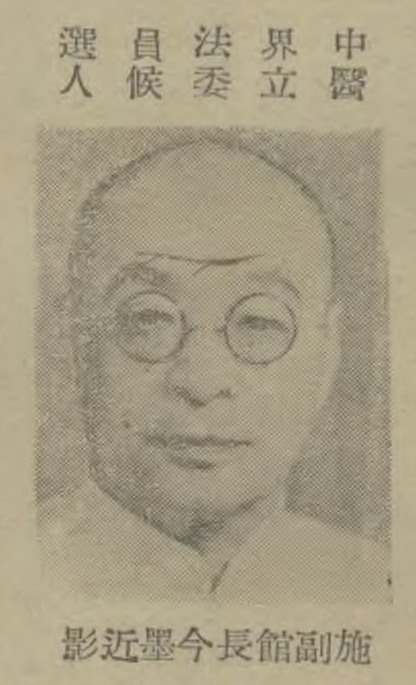
中醫界立法委員候選人施副館長今墨近影

## 生平
施今墨幼年时，母亲多病，所以13岁时就跟从舅父学习中医学。
1902年时，随父亲到山西省，在山西大学堂读书，因反对校长的学运而被开除，于是在1903年至1906年间在山西法政学堂学习，毕业后报送京师法政学堂，并开始业医，这期间积极参与了辛亥革命，热心公益事业。1912年，以山西代表身份参加孙中山临时大总统就职典礼，会后帮助黄兴制订陆军军法。並制定有陸軍刑法、陸軍審判章程，以及陸軍懲罰令等陸軍相關法規法典。
由于时局变化，他开始以“不为良相，即为良医”想法，开始专心从医，将自己名字的“黔”字拆开，得到“今墨”，取意墨子兼爱精神和医学绳墨。
因为医术高超，逐漸和萧龍友、孔伯華、汪逢春並稱北京四大名醫。
1925年孙中山病重期间，曾前往医治。1929年，余云岫提出《废止旧医案》，视中医为巫祝，要求取缔中医。施今墨组织华北请愿团，到南京政府请愿，终于使政府放弃了这一议案。
1930年，参与创建北平国医学院，并任副院长。1932年，任中央国医馆副馆长，创立华北国医学院并任院长。此间陆续资助中医的教学和改革工作。
1948年當選為中華民國立法院立法委員。
1969年春病危，此前遭到文化大革命的冲击。8月22日病逝于北京。

## 家庭
- 夫人，张培英。
- 长女，施越华，婿祝谌予，外孙祝肇刚，外曾孙祝勇。
- 二男，施小墨。

- 姪女，陆士嘉

## 其他
- 中國中醫
- 中国针灸治疗学
- 蒲辅周
- 錢伯煊
- 承澹庵
- 西苑醫院